# Les Amants
|  | No s'ha de confondre amb Els amants. |

Les Amants és una pel·lícula dramàtica francesa del 1958 dirigida per Louis Malle que protagonitzen Jeanne Moreau, Alain Cuny i Jean-Marc Bory. Basada en el conte de Dominique Vivant (1747-1825), publicat pòstumament el 1876, "Point de Lendemain", la pel·lícula tracta d'una dona implicada en l'adulteri que redescobreix l'amor humà. Les Amants va ser el segon llargmetratge de Malle, fet quan tenia 25 anys. La pel·lícula va ser un èxit de taquilla a França quan es va estrenar a les sales, venent 2.594.160 entrades només a França. La pel·lícula va ser molt controvertida quan es va estrenar als Estats Units per la seva representació de material suposadament obscè. A la 19a Mostra Internacional de Cinema de Venècia de 1958, la pel·lícula va guanyar el Premi Especial del Jurat i va ser nominada al Lleó d'Or.

## Sinopsi
Jeanne Tournier, de 30 anys, s'avorreix en la seva luxosa llar de Dijon. Està casada amb el director d'un periòdic, i viatja cada mes a París per a visitar a la seva amiga Maggie, qui té una relació més o menys platònica amb un jugador de pol.
Sospitant alguna infidelitat, Henri Tournier tendeix un parany a la seva esposa Jeanne, suggerint de convidar als seus amics parisencs a passar alguns dies amb ells en Dijon.
Ja en viatge cap a Dijon, sorgeix un contratemps, oportunitat en què Jeanne coneix a un misteriós home jove, arqueòleg de professió, qui finalment acaba portant-la al seu domicili en el seu cotxe 2CV, la qual cosa contrasta amb els luxosos automòbils dels seus amics habituals.

## Repartiment
- Jeanne Moreau: Jeanne Tournier
- Jean-Marc Bory: Bernard
- Alain Cuny: Henri Tournier
- Judith Magre: Maggy Thiebaut-Leroy, una dona de món
- José Lluís de Vilallonga: Raoul
- Gaston Modot: el servent
- Michèle Girardon: la secretària

## Recepció crítica
John Simon va descriure Les Amants com a "no distingit però sexy".

## Cas d'obscenitat estatunidenca
La pel·lícula és important en la història legal nord-americana, ja que va donar lloc a un cas judicial que va qüestionar la definició d'obscenitat. Una projecció de la pel·lícula al Coventry Village
de Cleveland Heights, Ohio va donar lloc a una condemna penal del director del cinema per representació pública de material obscè. Va apel·lar la seva condemna a la Cort Suprema dels Estats Units, que va revocar la condemna i va dictaminar que la pel·lícula no era obscena en la seva opinió escrita (Jacobellis v. Ohio). El cas va donar lloc a la famosa definició subjectiva de la pornografia dura del justícia Potter Stewart: "I know it when I see it." (Stewart no va considerar que la pel·lícula fos així).